# Robin Canup
Robin Canup   (20 de novembre de 1968) és una astrofísica estatunidenca. La seva principal àrea de recerca es refereix als orígens dels planetes i satèl·lits. L'any 2003, Canup va rebre el premi Harold C. Urey. L'abril de 2022, Canup va presentar les conclusions del Planetary Science Decadal Survey com a copresidenta del Comitè de direcció de l'enquesta amb Philip R. Christensen.

## Biografia
Va rebre el seu B.S. de la Universitat Duke i el seu doctorat a la Universitat de Colorado a Boulder.
Canup és coneguda per la seva investigació basada en la hipòtesi de l'impacte gegant, utilitzant un model intensiu per simular com es desenvolupen les col·lisions planetàries. El 2012, Canup va publicar per primera vegada un perfeccionament de la hipòtesi de l'impacte gegant, argumentant que la Lluna i la Terra es van formar en una sèrie de passos que van començar amb una col·lisió massiva de dos cossos planetaris (Teia i la proto-Terra), cadascun més gran que Mart, que després van tornar a col·lisionar per formar-se. el que ara anomenem Terra. Després de la nova col·lisió, la Terra va quedar envoltada per un disc de material, que es va combinar per formar la Lluna. Ha escrit un llibre sobre l'origen de la Terra i la Lluna. Canup també ha publicat investigacions que descriuen un origen d'impacte gegant per a Plutó i Caront.
Canup és una excel·lent ballarina de ballet i va ballar el paper principal a Coppélia al Boulder Ballet una setmana després d'acabar la seva tesi.